# Antoni Torres
Antoni Torres (ur. 29 lipca 1943 roku, Balaguer, Hiszpania, zm. 24 lutego 2003) – piłkarz hiszpański, grający na pozycji środkowego obrońcy. Przez cały okres trwania kariery piłkarskiej grał tylko w jednym klubie - FC Barcelona.
W katalońskim klubie grał przez 11 lat. Przyszedł w roku 1965. Rozegrał 479 meczów. W pierwszej drużynie zadebiutował dnia 4 września 1965 roku, w meczu przeciwko Hércules CF. W reprezentacji Hiszpanii grał przez dwa lata - od 1968 do 1969.
Zmarł na raka.

## Tytuły
- 1 Puchar Miast Targowych: 1966.
- 2 Copa del Generalísimo: 1967–1968, 1970–1971.
- 1. miejsce w lidze: 1973–1974.